# Orthogeomys thaeleri
Orthogeomys thaeleri е вид бозайник от семейство Гоферови (Geomyidae).

## Разпространение
Видът е разпространен в Колумбия.